# Smak (fizjologia)
Smak – jeden z podstawowych zmysłów dostępnych organizmom, służący do chemicznej analizy składu pokarmu. U wielu organizmów smak i węch nie są oddzielone. Jako kryterium rozdzielania tych zmysłów przyjmuje się wykrywanie informacji o źródle znajdującym się w pobliżu (smak) lub oddaleniu (węch). Receptory smaku ssaków znajdują się w kubkach smakowych, podczas gdy u muszek owocowych na szczecinkach smakowych rozmieszczonych na różnych częściach ciała.
Odczuwany smak pokarmów zależy nie tylko od receptorów smakowych, ale również węchowych. Ludzie mają 5 rodzajów receptorów smakowych, odpowiadających mniej więcej ważnym grupom substancji chemicznych znajdujących się w pożywieniu:
- słodki – węglowodany, głównie cukry proste i dwucukry, ale również glikozydy (np. stewiolowe) czy różnego rodzaju słodziki
- słony – sole sodu i potasu, a dokładnie kationy tych metali;
- kwaśny – kwasy organiczne i nieorganiczne;
- gorzki – alkaloidy i wiele soli nieorganicznych;
- umami – wykrywa obecność kwasu glutaminowego, składnika większości białek, wyczuwalny np. w pomidorach.

Dane substancje nie zawsze smakują tak samo przedstawicielom różnych gatunków. Przykładowo, aspartam jest odczuwany jako słodki przez ludzi, lecz nie przez myszy.
Postulowana jest też zdolność do wykrywania smaku niektórych kwasów tłuszczowych, polisacharydów (odmienny od słodkiego) czy nawet wody, jednak na początku XXI w. nie była ona jednoznacznie potwierdzona. W 2015 naukowcy zaproponowali smak oleogustus związany z wykrywaniem kwasów tłuszczowych. W 2016 roku zdobyli dowód na to, że pokarmy bogate w polisacharydy (m.in. w skrobię) mogą być wyczuwane przez kubki smakowe - nie odkryto jednak receptorów na języku dla skrobi. Inne potencjalne smaki, które badają naukowcy, to: smak wapnia, napojów gazowanych, metaliczny krwi oraz smak aminokwasów będących budulcem białek.
W odróżnieniu od zapachów, których ssaki mogą rozróżniać tysiące rodzajów, smaki nie są rozróżniane bardziej dokładnie niż kilka podstawowych typów.
Zasadniczo, smaki słodki, umami i lekko słony są sygnałem zachęcającym do jedzenia, podczas gdy gorzki, wyraźnie kwaśny i mocno słony – zniechęcającym. Rozróżnianie substancji jadalnych, bogatych w substancje odżywcze czy trujących jest pierwotną funkcją smaku. Zakres wrażliwości może pozwalać na wykrywanie z jednej strony najbardziej odżywczych pokarmów, a z drugiej na wykrywanie bardzo niskich stężeń toksyn.
Osoby, które podczas eksperymentów medycznych były poddawane działaniu słabego prądu elektrycznego przepływającego przez język, odczuwały smak określany jako „metaliczny”. Prawdopodobnie źródłem tego odczucia był jednak nie kolejny typ receptorów smakowych, lecz sam fakt podrażnienia receptorów przez przepływający prąd elektryczny.

Rzekoma mapa smaków. 1 – gorzki, 2 – kwaśny, 3 – słony, 4 – słodki

Wskutek błędnej interpretacji wyników badań przeprowadzonych pod koniec XIX wieku, przez wiele lat uważano, że różne części języka odpowiadają za czucie różnych smaków i powstała tzw. mapa rozmieszczenia kubków smakowych. W rzeczywistości różnice we wrażliwości na różne smaki różnych regionów języka i podniebienia u ssaków są niewielkie. Mimo że da się zauważyć pewne różnice w rozmieszczeniu poszczególnych komórek receptorowych na języku i podniebieniu myszy, nie oznacza to, że ich język podzielony jest na regiony wyspecjalizowane w wykrywaniu różnych smaków.
| Smak człowieka w liczbach                   | Smak człowieka w liczbach |
| ------------------------------------------- | ------------------------- |
| Liczba smaków                               | 5                         |
| Liczba kubków smakowych                     | ~10000                    |
| Liczba receptorów smakowych w każdym kubku  | 50-150                    |
| Próg wrażliwości na smak słony (NaCl)       | 0,5 g/dm³                 |
| Czas reakcji na smak słony                  | ~0,3 s                    |
| Próg wrażliwości na smak słodki (sacharoza) | 4 g/dm³                   |
| Próg wrażliwości na smak kwaśny (HCl)       | 0,02 g/dm³                |
| Próg wrażliwości na smak gorzki (chinina)   | 0,0003 g/dm³              |
| Czas reakcji na smak gorzki                 | ~1 s                      |

## „Smak” ostry/pikantny
Potocznie odczucie ostrości/pikantności potraw określane jest również jako smak, również w literaturze naukowej. W rzeczywistości nie jest to efekt działania receptorów smaku, lecz receptorów bólu i temperatury, głównie receptora TRPV1, znanego też jako receptor waniloidowy-1.